# Авіа (Свідник)
Міський спортивний клуб «Авіа» Свідник (пол. Miejski Klub Sportowy Avia Świdnik) — польський футбольний клуб зі Свідника, заснований у 1952 році. Виступає у Третій лізі. Домашні матчі приймає на Міському стадіоні, місткістю 2 866 глядачів.